# Arkadia (Kreta)

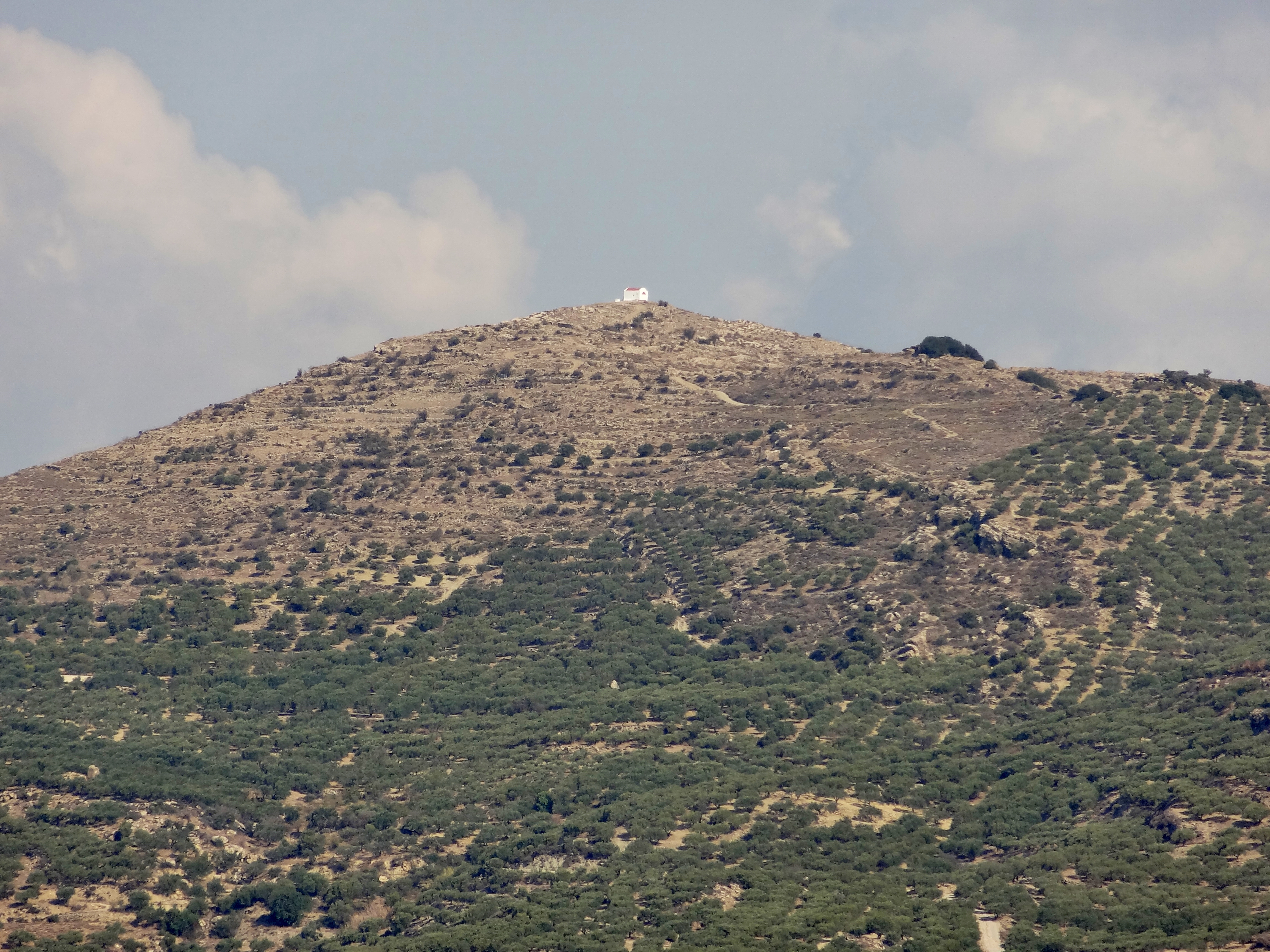
Profitis Ilias bei Afrati

Arkadia (altgriechisch Ἀϱϰαδία) oder Arkades (Ἀϱϰάδες) war ein antikes Koinon am Ostrand der Messara-Ebene auf der griechischen Insel Kreta. Sein Mittelpunkt wird auf und um den Berg Profitis Ilias bei Afrati (Αφράτι) oder südlich von Ini (Ίνι) lokalisiert. Die Existenz des Siedlungsbundes südwestlich der Lasithi-Hochebene ist aus schriftlichen Überlieferungen des Altertums und auf antiken Münzen belegt. Namentlich besteht eine Verbindung zur heutigen orthodoxen Metropolie von Gortyna und Arkadia innerhalb des Erzbistums von Kreta und zum katholischen Titularbistum Arcadia, das auf eine Diözese in der römischen Provinz Creta et Cyrene zurückgeht.

## Geschichte
Die Gründung und der Name des Koinon der Arkader im zentralen Kreta gehen wahrscheinlich auf griechische Siedler aus dem peloponnesischen Arkadien nach 1000 v. Chr. zurück. Dies erschließt sich neben der Namensgleichheit aus einer Inschrift, die in Ini gefunden wurde und ein Heiligtum der Thelphousa ([ἱ]εϱὸν τᾶς Θελφούσας) erwähnt. Thelphousa war eine Nymphe, Tochter des Flussgottes Ladon und Namensgeberin der arkadischen Stadt Thelphusa. Beim kretischen Arkadia handelte es sich, im Unterschied zu einer Polis, um ein Gemeinwesen ohne urbanes Zentrum, ein Koinon mehrerer kleinerer Siedlungen mit einheitlichem Bürgerrecht und einheitlichen Institutionen.

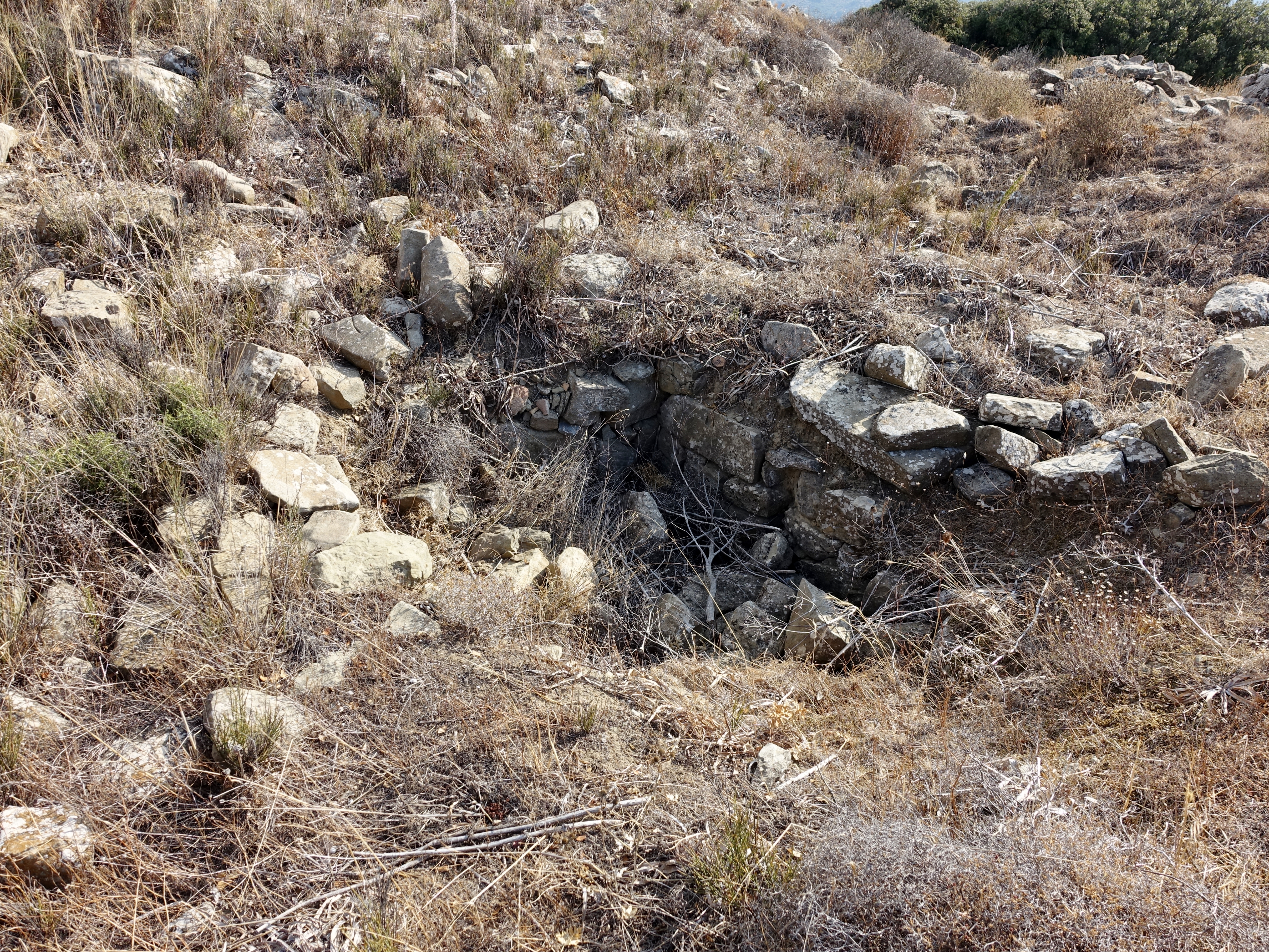
Grabanlage

Bereits Federico Halbherr untersuchte die Nekropole bei tou Kofina to Kefali, die aus einigen kleinen Tholoi mit rechteckigen Grundrissen wohl aus subminoischer Zeit (1100–1000 v. Chr.) bestand. In der Region fanden sich auch drei Fragmente eines Sarkophages mit minoischen Dekorelementen wie Spiralen und Kulthörnern, der wahrscheinlich aus der Mitte von SM III C (1190–1100 v. Chr.) stammt. Die Ausgrabungen von 1924 unter Doro Levi sowie 1968 und 1969 durch Angeliki Lembessi am 689 Meter hohen Profitis Ilias 1100 Meter westlich von Afrati erbrachten Funde ab der protogeometrischen Periode. Untersucht wurden bisher nur wenige Gebäude, darunter ein Heiligtum aus dem 8./7. Jahrhundert v. Chr. Die Keramikfunde werden bis mindestens zum Ende des 5. Jahrhunderts n. Chr. datiert. Die Bestattungen in Einzelgräbern und Nekropolen am Westhang des Profitis Ilias stammen aus dem 8. und 7. Jahrhundert v. Chr., eine Sarkophagbestattung aus dem 6. Jahrhundert v. Chr.

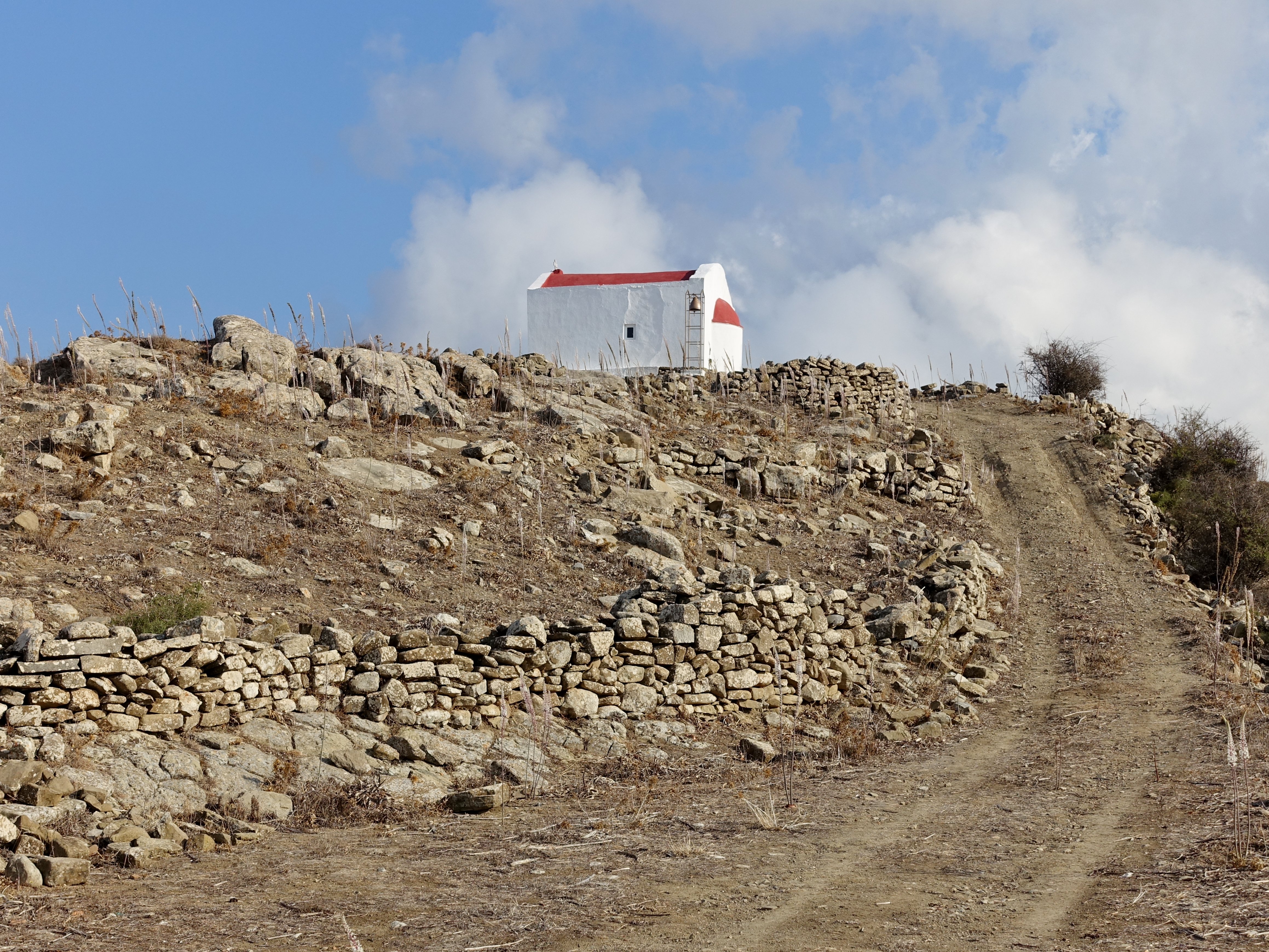
Gipfel des Profitis Ilias

Der kretische Archäologe Antonis Vasilakis geht von einer prosperierenden Stadt am Profitis Ilias zwischen 1000 und 600 v. Chr. aus, die er mit Arkadia/Arkades gleichsetzt. Danach sei das politische Zentrum Arkadias nach Ini verlegt worden, wo sich in frühbyzantinischer Zeit eine dreischiffige Basilika mit Sitz eines Bischofs befand. Auf dem Profitis Ilias verblieb in hellenistischer Zeit eine polygonale Festung. Der belgische Historiker Didier Viviers verortet auf dem Profitis Ilias hingegen die Stadt Dattalla (Δάτταλλα), auch Dataleis (Δαταλεῖς) genannt, deren Standort allgemein mit Agios Georgios Papoura identifiziert wird. Margherita Guarducci nahm für Arkadia eine Ansammlung von Standorten an, wobei die größten Siedlungen bei Ini lagen, wohingegen Paul Faure ausschließlich von Ini als Ort der antiken Stätte überzeugt war. Von der vermutlich zum Gebiet der Arkader gehörenden Festung aus klassischer oder hellenistischer Zeit auf dem Gipfel des Profitis Ilias, die an der Straße von Lyttos nach Biannos lag, sind Reste dreier runder Türme sowie Teile der Nord- und Ostmauer, ein kurzer Abschnitt der Südmauer und eine tiefe Zisterne im nordöstlichen Bereich erhalten.
In hellenistischer Zeit war Arkadia eine eigene Münzstätte. So trägt beispielsweise eine Bronzemünze, geprägt um 280 v. Chr., auf der Rückseite die Aufschrift ΑΡΚΑ-ΔΩΝ neben der stehenden Athena (Poliochos?). Auf der Vorderseite ist Zeus Ammon mit Widderhorn dargestellt. Seit dem 3. Jahrhundert v. Chr. tritt die Stammesgemeinde der Arkader in Verträgen mit anderen Poleis Kretas und des Auslandes als souveräner Staat auf. Vor die Mitte des Jahrhunderts wird ein Vertrag zwischen Gortyn und den Arkadern datiert, der auf einem Block aus Kalkstein aus dem Odeion von Gortyn verzeichnet ist und wohl einen Bündnisvertrag darstellt. Unmittelbar vor den Ausbruch des Lyttischen Krieges wird ein Isopolitievertrag zwischen den Arkadern und Hierapytna datiert (ca. 227/221 v. Chr.), der auf zwei Fragmenten einer opisthographen Stele aus grauem Marmor aus Ierapetra erhalten war, die heute anscheinend verschollen sind. Bei einer weiteren Inschrift, gefunden von Thomas A. B. Spratt, scheint es sich um ein Fragment eines Vertrages zu handeln, der sich auf den Getreidehandel zwischen den Arkadern und den Hierapytniern bezieht.

Arkadische Keramik (7. Jahrhundert v. Chr.)
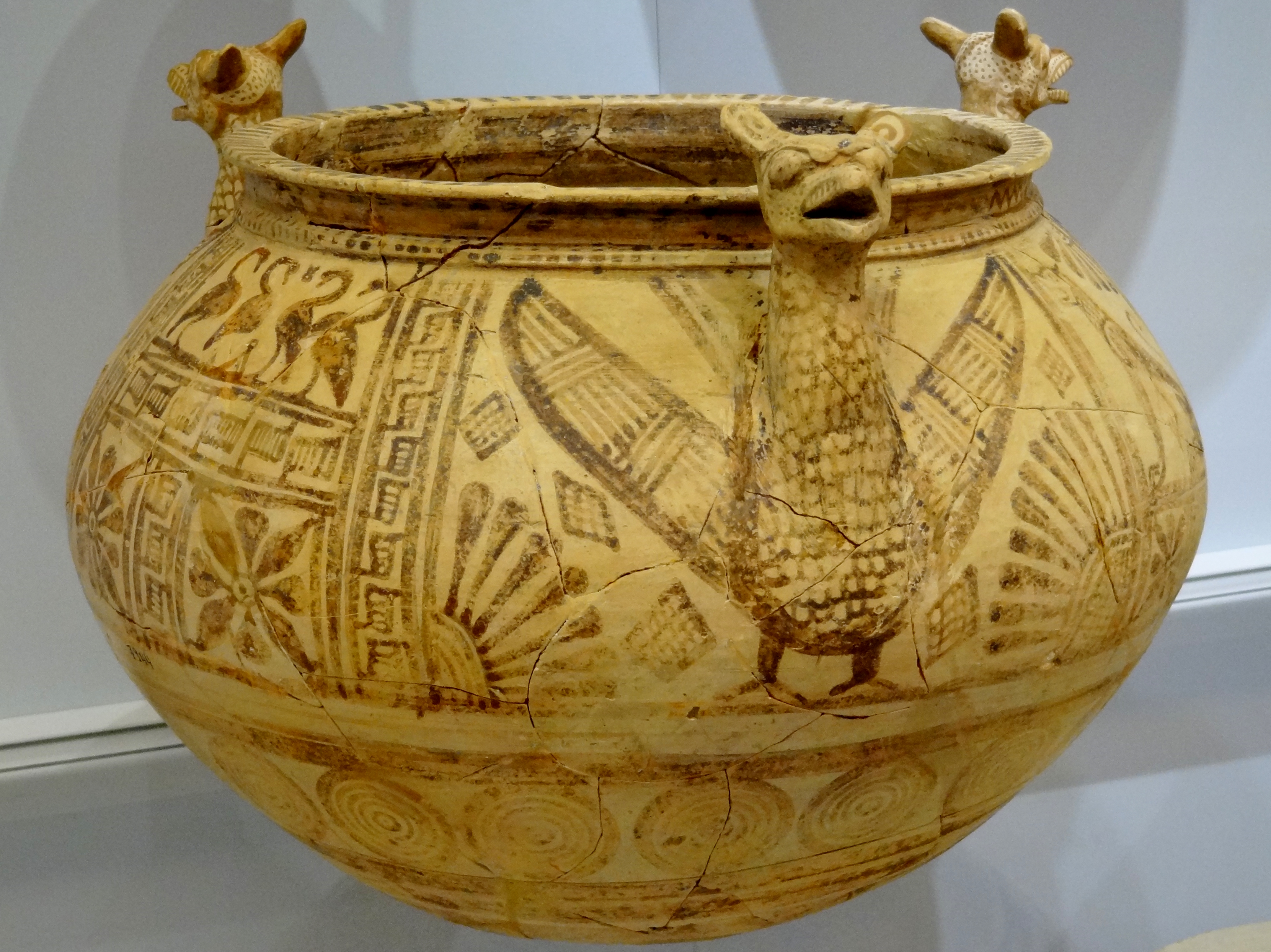
Lebes mit Greifen-Protomen
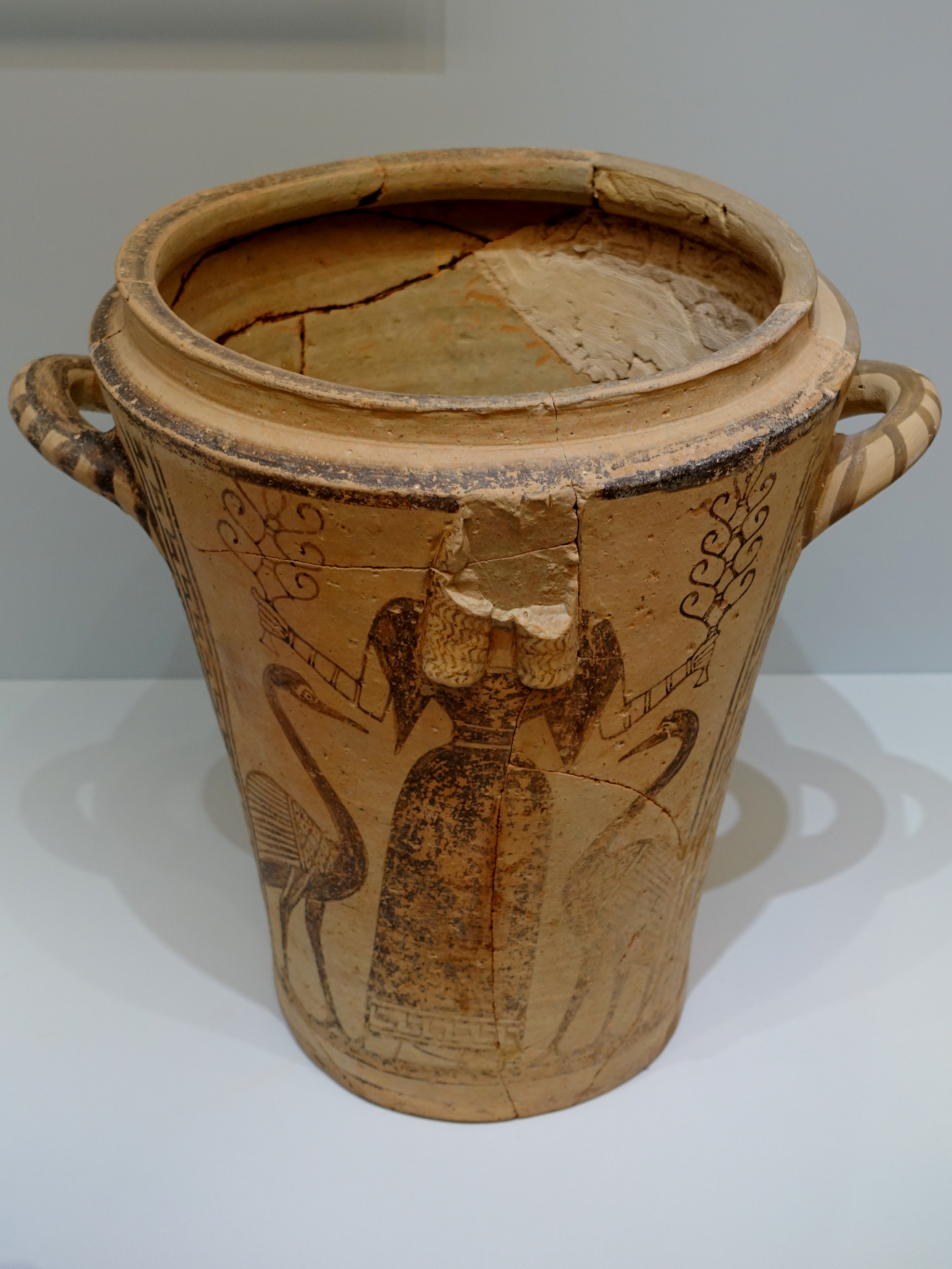
Urne mit Potnia theron
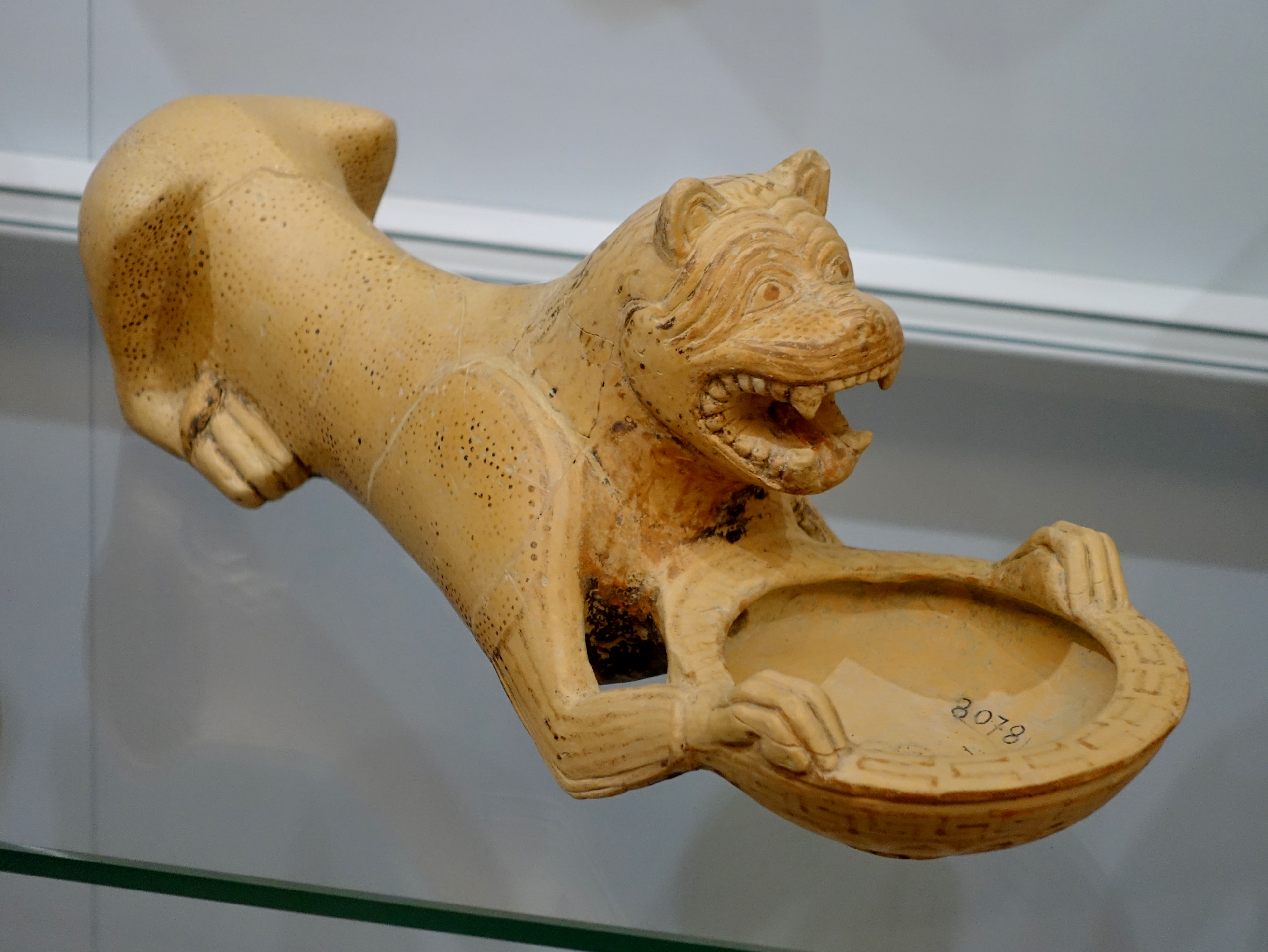
Löwe mit Schüssel
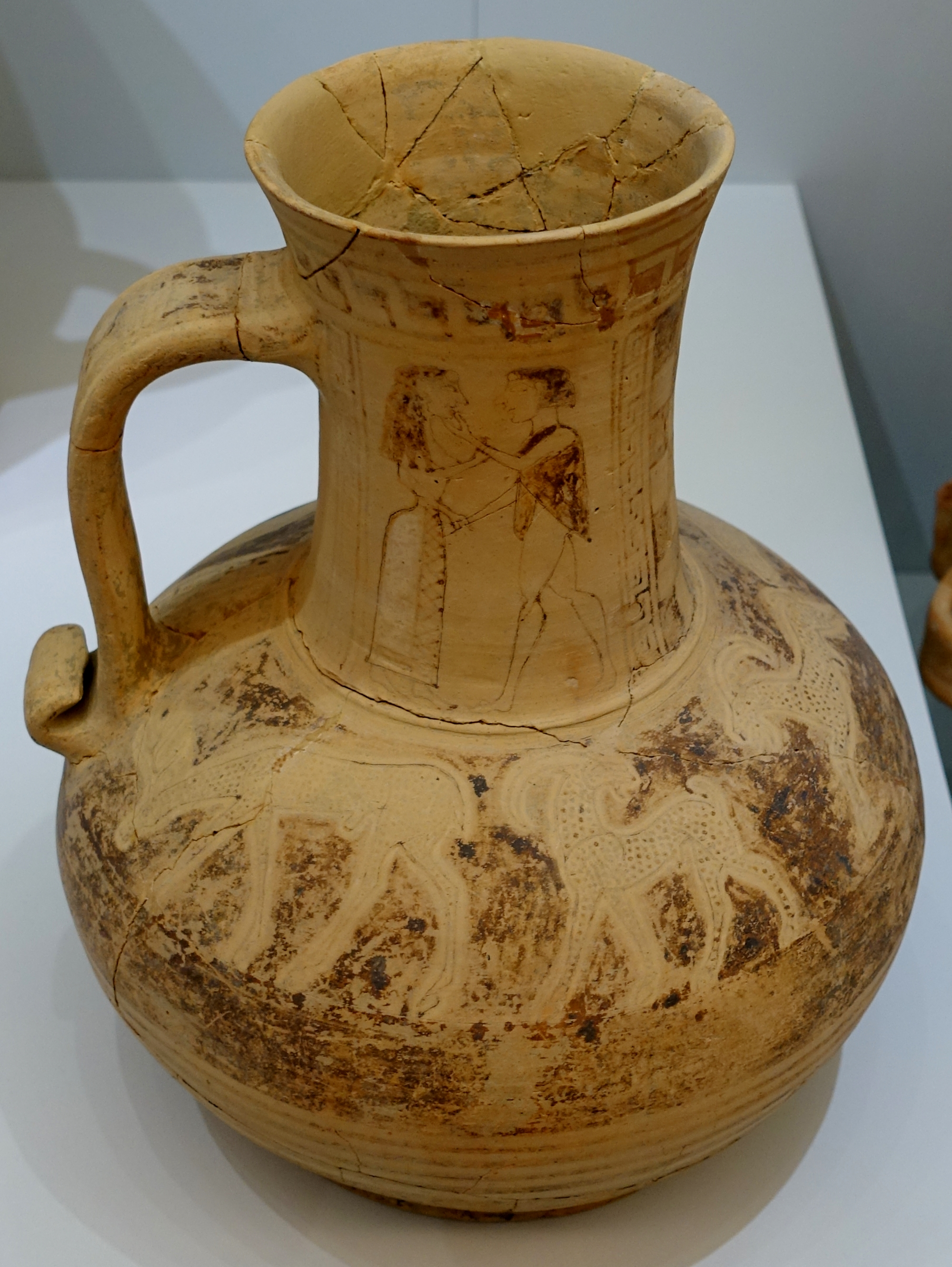
Oinochoe mit Liebespaar
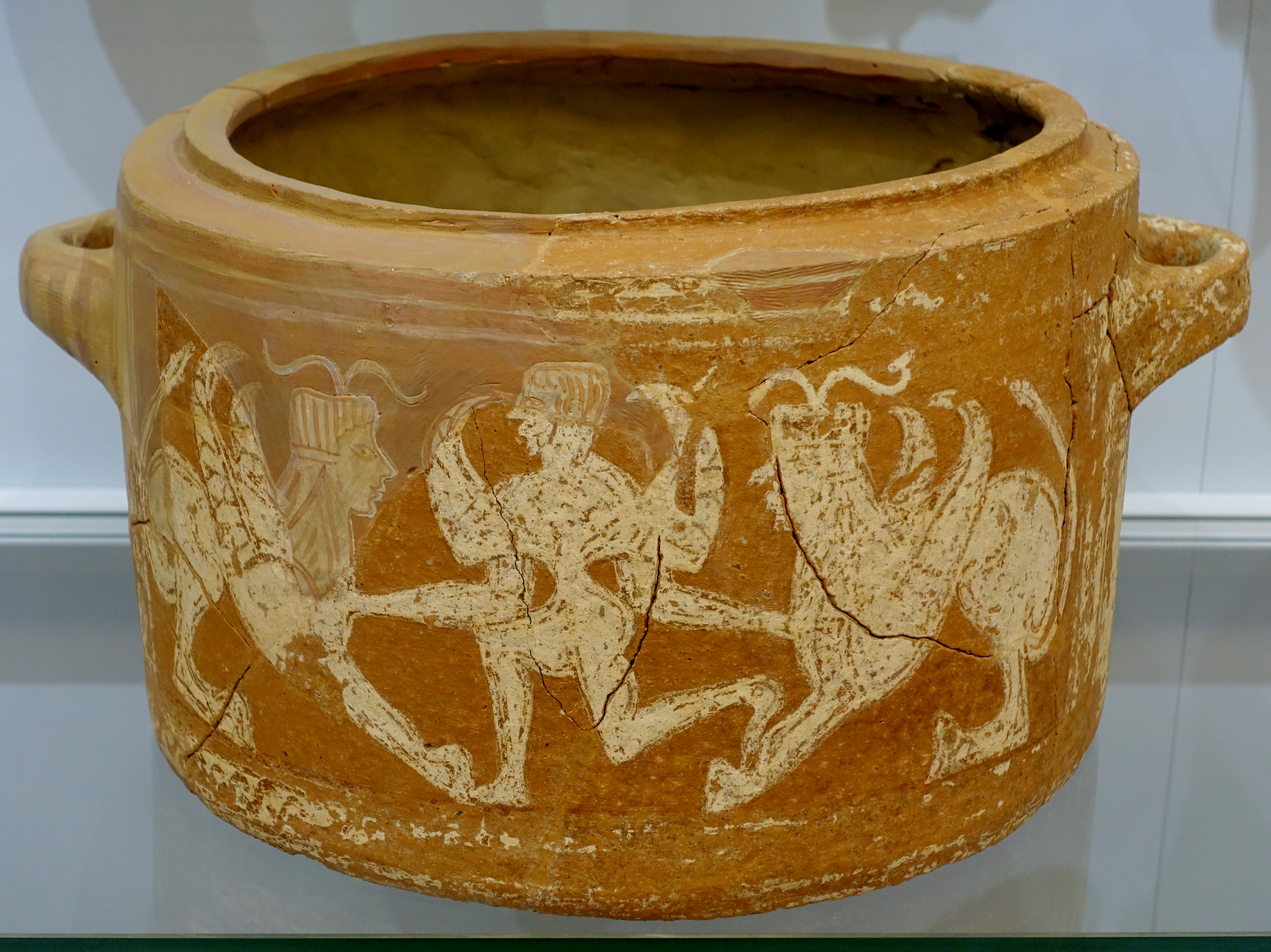
Urne mit geflügelter Figur

Nach Polybios fielen die Arkader im Lyttischen Krieg (221–219 v. Chr.) gemeinsam mit Polyrrhenia, Keraia, Lappa und dem Bund der Oreioi vom Bündnis zwischen Knossos und Gortyn ab und schlossen sich Lyttos an. Neben Lyttos wurde wahrscheinlich auch Arkadia durch die Gegner im Krieg eingenommen und zerstört. Mit Unterstützung des „Hellenenbundes“ unter dem Makedonen Philipp V. gewann das anti-knossische Bündnis jedoch den Krieg und die Arkader wurden Teil der Symmachie der Kretaieis. 193 v. Chr. schlossen die Arkader einen Vertrag wegen des Asylrechts des Dionysostempels im ionischen Teos, der 160 v. Chr. erneuert wurde, und 183 v. Chr. unterzeichneten sie neben anderen kretischen Städten einen Bündnisvertrag mit Eumenes II. von Pergamon. Zwei Fragmente einer opisthographen Stele aus lokalem Kalkstein, die bei Ini gefunden wurden und in das späte 2. oder frühe 1. Jahrhundert v. Chr. datiert werden, verzeichnen auf der Vorderseite einen Beschluss der Arkader über die Erneuerung ihrer Freundschaft mit Hierapytna und auf der Rückseite die Grenzziehung zwischen den Arkadern und einer unbekannten Stadt, wahrscheinlich Knossos. Aus der Zeit der römischen Herrschaft über Kreta stammen die Erwähnungen auf der Peutingerschen Tafel zwischen Litium (Lyttos) und Blenna (Biannos) unter der Bezeichnung Arcade (ca. 300 n. Chr.) und als eine der 22 Städte der Provinz Creta in der Notitia Episcopatuum des Pseudo-Epiphanios (ca. 530 n. Chr.).